# (18567) Segenthau
(18567) Segenthau ist ein Asteroid im Asteroiden-Hauptgürtel. Er wurde am 27. September 1997 von Reiner Michael Stoss an der Starkenburg-Sternwarte in Heppenheim entdeckt. Von ihm stammt auch der Vorschlag der Benennung nach dem Ort seiner Kindheit, der Ortschaft Segenthau im Banat.